# Career woman

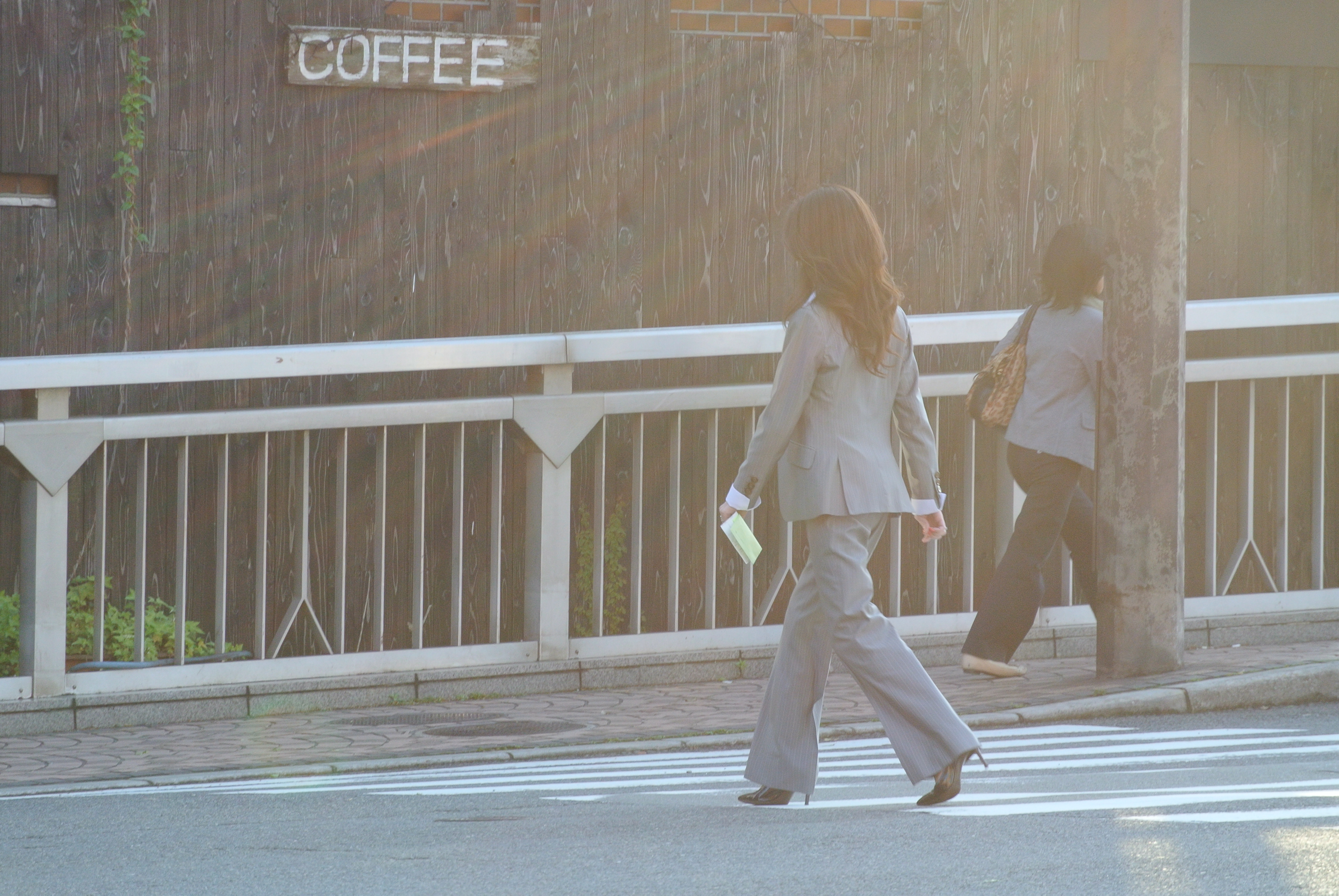
Una career woman japonesa

En Japón, una career woman (キャリアウーマン kyariaūman?,  literalmente "mujer de carrera") es una mujer, casada o soltera, que opta por desarrollar una carrera profesional en lugar de dedicarse a ser ama de casa. Constituye la contraparte femenina del salaryman (サラリーマン sararīman?), pues una career woman también trabaja por un salario, y procura contribuir a los ingresos familiares con su trabajo o bien mantener su independencia personal mediante el ejercicio de una actividad profesional. Se trata de una expresión en katakana compuesta por dos palabras inglesas que tiene una connotación específica en Japón, pues hace referencia a las mujeres que ejercen profesiones para las que se requieren habilidades y conocimientos especializados.
Los roles de los hombres y las mujeres dentro de la sociedad japonesa están cambiando y esto plantea problemas como el abuso de poder.

## Contexto social
En Japón, las mujeres ostentan tradicionalmente un estatus inferior al de los hombres. Ser ama de casa era la opción natural para muchas mujeres japonesas en torno a 1970. Matsui et al. (1995) explican que esta elección comprendía tres etapas: encontrar un trabajo a tiempo completo después de graduarse (generalmente de office lady), dejar el trabajo después de casarse y tener hijos, y trabajar en un empleo a tiempo parcial cuando éstos alcanzaban la madurez. A partir de 1970 la tendencia empezó a cambiar y cada vez más mujeres japonesas optaron por convertirse en trabajadoras cualificadas. La aprobación en 1985 de la Ley de Igualdad de Oportunidades en el Empleo (EEOL, por sus siglas en inglés) reforzó aún más esta tendencia.
Una entrevista realizada en 2008 a 26 mujeres japonesas con un alto nivel educativo reveló las posibles razones por las que estas mujeres, consciente e inconscientemente, rechazan o postergan el matrimonio y optan en su lugar por desarrollarse profesionalmente. En primer lugar, porque conciben el matrimonio como un obstáculo para su desarrollo y su libertad. En segundo lugar, porque no desean casarse con un hombre "sexista" o no encuentran a un hombre igualitario. El tercer motivo es que han tenido experiencias negativas con hombres que las han rechazado porque su proyección profesional podía hacerlas parecer "poco femeninas". La cuarta razón es porque son selectivas y tienden a rechazar a los hombres con menos ingresos o con menor formación, y a esperar a aquellos que tienen más estudios o mayores ingresos que ellas.
El papel tradicional que desempeña el hombre en la vida familiar japonesa está cambiando. El sociólogo japonés Masahiro Yamada planteó en 2005 que la recesión económica que sufrió el país en la década de 1990 podría ser una de las causas del descenso del nivel de ingresos de los hombres, circunstancia que les impide ejercer su papel tradicional de sostén económico de la familia. Además, los hombres y mujeres que deciden no casarse para enfocarse en sus carreras profesionales y que continúan viviendo en casa de sus padres reciben el apelativo de "solteros parásitos" (パラサイトシングル parasaito shinguru?).

## Obstáculos
Los últimos acontecimientos revelan que las career women japonesas están encontrando obstáculos en el mercado laboral. Un informe de 2017 del Ministerio de Salud, Trabajo y Bienestar nipón describe el fenómeno del pawahara (パワハラ?   abreviatura de la expresión inglesa power harassment, literalmente "abuso de poder"), que hace referencia al acoso sufrido en el lugar de trabajo por parte de alguien que ocupa un puesto de mayor rango. La encuesta se realizó entre 10.000 trabajadores, y el 7,8% de los encuestados afirmó ser víctima de acoso muy a menudo y el 17,8% de sufrirlo en ocasiones. El abuso de poder abarca la intimidación verbal, las amenazas y también la exigencia de una carga de trabajo excesiva a los empleados. Todo ello provoca frustración, ansiedad y pérdida de motivación.
Si bien este fenómeno suscita cada vez mayor atención, en la práctica se han aplicado pocas medidas preventivas. Así se desprende del caso de la joven Matsuri Takahashi, de 24 años, que se suicidó el 15 de abril de 2015 a causa de una depresión derivada del exceso de trabajo. Su jornada laboral era de unas 20 horas diarias en la empresa de publicidad Dentsu Inc. y realizaba más de 100 horas extras al mes. En el mercado laboral japonés, se espera que los empleados de nuevo ingreso permanezcan en la empresa durante los tres primeros años posteriores a su graduación antes de poder optar a un cambio de carrera.